# Bleclic Peaks
Die Bleclic Peaks sind zwei Berggipfel im westantarktischen Marie-Byrd-Land. Sie ragen am südlichen Ende der Perry Range auf.
Der United States Geological Survey kartierte sie anhand eigener Vermessungen und Luftaufnahmen der United States Navy aus den Jahren von 1959 bis 1965. Das Advisory Committee on Antarctic Names benannte sie nach John Peter Bleclic (1921–2018), der zwischen 1961 und 1962 auf dem Eisbrecher USS Glacier für die aerographische Datenaufzeichnung in antarktischen Gewässern verantwortlich war.